# Élections législatives de 1881 en Guadeloupe
Les élections législatives de 1881 en Guadeloupe ont eu lieu le 18 septembre dans le département de la Guadeloupe dans le cadre des élections législatives françaises de 1881, sous la IIIe République.

## Mode de scrutin
La Chambre des députés est composée de 557 sièges pourvus au Scrutin uninominal majoritaire à deux tours par arrondissement.
Le mode de scrutin suit la Loi organique du 30 novembre 1875 sur l'élection des députés.
Ainsi l'article 18 précise qu'il faut réunir pour être élu au premier tour :
- la majorité absolue des suffrages exprimés ;
- un nombre de suffrages égal au quart des électeurs inscrits.

Au deuxième tour la majorité relative suffit. En cas d'égalité c'est le plus âgé qui est élu.
Dans le département de la Guadeloupe, deux députés sont à élire, soit un par arrondissement.

## Élections partielles entre 1877 et 1879

### 31 août et 14 septembre 1879
- Théodore Lacascade (Rép mod), élu député depuis 1875, est nommé le 24 juin 1879 aux fonctions de directeur de l'intérieur dans les établissements français de l'Inde. Il quitte alors la Chambre des députés pour se rendre à son poste.

| Candidat       | Candidat                                  | Parti          | Premier tour | Premier tour | Deuxième tour | Deuxième tour |
| Candidat       | Candidat                                  | Parti          | Voix         | %            | Voix          | %             |
| -------------- | ----------------------------------------- | -------------- | ------------ | ------------ | ------------- | ------------- |
|                | Émile Réaux                               | Rép mod        | 2 304        | 47,20        | 3 297         | 52,75         |
|                | Louis Alcindor                            | Rép mod        | 1 181        | 24,20        | 1 917         | 30,67         |
|                | Richard Jean-Romain                       | Rép mod        | 681          | 13,95        | 896           | 14,34         |
|                | Melvil-Bloncourt                          | Rad            | 628          | 12,87        | 140           | 2,24          |
|                | Joseph Auguste Duchassaing de Fontbressin | Conserv        | 87           | 1,78         |               |               |
|                |                                           |                |              |              |               |               |
| Inscrits       | Inscrits                                  | Inscrits       | 32 265       | 100,00       | 32 265        | 100,00        |
| Votants        | Votants                                   | Votants        | 4 964        | 15,39        | 6 320         | 19,59         |
| Abstention     | Abstention                                | Abstention     | 27 301       | 84,61        | 25 945        | 80,41         |
| Blancs et nuls | Blancs et nuls                            | Blancs et nuls | 83           | 1,67         | 70            | 1,11          |
| Exprimés       | Exprimés                                  | Exprimés       | 4 881        | 98,33        | 6 250         | 98,89         |

## Élus
| Circonscription | Député sortant | Parti ou nuance | Parti ou nuance | Groupe   | Député élu ou réélu    | Parti ou nuance | Parti ou nuance | Groupe |
| --------------- | -------------- | --------------- | --------------- | -------- | ---------------------- | --------------- | --------------- | ------ |
| 1e              | Émile Réaux    |                 | Rép mod         | UR       | Gaston Gerville-Réache |                 | Rad             | EXG    |
| 2e              | Création       | Création        | Création        | Création | Gaston Sarlat          |                 | Rép mod         | UR     |

## Résultats

### Première circonscription
- Elle regroupe la côte sous-le-vent et le sud de la Basse-Terre, avec les communes de Deshaies, Pointe-Noire, Bouillante, Vieux-Habitants, Baillif, Saint-Claude, Basse-Terre, Gourbeyre, Vieux-Fort, Trois-Rivières, Capesterre-Belle-Eau, Goyave.
- S'y ajoute les trois communes de Marie-Galante, Saint-Barthélémy, Saint-Martin et les deux communes des Saintes.

| Parti          | Parti                  | Candidat       | Premier tour | Premier tour | Deuxième tour | Deuxième tour |
| Parti          | Parti                  | Candidat       | Voix         | %            | Voix          | %             |
| -------------- | ---------------------- | -------------- | ------------ | ------------ | ------------- | ------------- |
|                | Gaston Gerville-Réache | Rad            | 1 354        | 50,17        | 2 206         | 58,58         |
|                | Émile Réaux *          | UR             | 700          | 25,94        | 986           | 26,18         |
|                | Richard Jean-Romain    | UR             | 631          | 23,38        | 565           | 15,00         |
|                | Gaston Sarlat          | UR             | 7            | 0,26         | 9             | 0,24          |
|                | Pélerin                |                | 7            | 0,26         |               |               |
|                |                        |                |              |              |               |               |
| Inscrits       | Inscrits               | Inscrits       | 12 485       | 100,00       | 12 478        | 100,00        |
| Votants        | Votants                | Votants        | 2 786        | 22,32        |               |               |
| Abstention     | Abstention             | Abstention     | 9 699        | 77,68        |               |               |
| Blancs et nuls | Blancs et nuls         | Blancs et nuls | 87           | 3,12         |               |               |
| Exprimés       | Exprimés               | Exprimés       | 2 699        | 96,88        | 3 766         |               |

### Deuxième circonscription
- Elle regroupe toute la Grande-Terre, plus le nord de la Basse-Terre, avec les communes de Baie-Mahault, Lamentin, Petit-Bourg et Sainte-Rose.
- S'y ajoute la commune insulaire de La Désirade.

| Parti          | Parti                  | Candidat       | Premier tour | Premier tour | Deuxième tour | Deuxième tour |
| Parti          | Parti                  | Candidat       | Voix         | %            | Voix          | %             |
| -------------- | ---------------------- | -------------- | ------------ | ------------ | ------------- | ------------- |
|                | Gaston Sarlat          | UR             | 2 436        | 67,80        | 2 522         | 76,47         |
|                | Émile Réaux *          | UR             | 778          | 21,65        | 551           | 16,71         |
|                | Gaston Gerville-Réache | Rad            | 372          | 10,35        | 203           | 6,16          |
|                | Richard Jean-Romain    | UR             | 3            | 0,08         |               |               |
|                |                        |                |              |              |               |               |
| Inscrits       | Inscrits               | Inscrits       | 20 903       | 100,00       | 20 869        | 100,00        |
| Votants        | Votants                | Votants        | 3 615        | 17,29        |               |               |
| Abstention     | Abstention             | Abstention     | 17 288       | 82,71        |               |               |
| Blancs et nuls | Blancs et nuls         | Blancs et nuls | 22           | 0,61         |               |               |
| Exprimés       | Exprimés               | Exprimés       | 3 593        | 99,39        | 3 298         |               |